# Sigmodota
Sigmodota is een geslacht van zeekomkommers uit de familie Chiridotidae.

## Soorten
- Sigmodota contorta (Ludwig, 1875)
- Sigmodota dubia (H.L. Clark, 1921)
- Sigmodota magdarogera O'Loughlin, 2015
- Sigmodota magnibacula (Massin & Hétérier, 2004)